# 1 Brygada AL Ziemi Krakowskiej
1 Brygada Armii Ludowej Ziemi Krakowskiej im. Bartosza Głowackiego – związek oddziałów partyzanckich sformowany w lipcu 1944 w lasach chroberskich, w celu dezorganizacji zaplecza frontu niemieckiego oraz pomocy oddziałom 1 Frontu Ukraińskiego toczących walki na przyczółku baranowsko-sandomierskim. Podporządkowana IV Obwodowi (krakowskiemu) Armii Ludowej. Liczyła około 450 żołnierzy.

## Formowanie
Brygadę sformowano początkowo z dwóch oddziałów dowodzonych przez kpt. Zygmunta Bieszczanina „Adama” i por. Jana Trzaskę „Gutka” oraz pińczowskich garnizonów AL i BCh. Na zasadach autonomicznych do brygady dołączył oddział Batalionów Chłopskich dowodzony przez Józefa Maślankę, w którym było też kilku zbiegłych z niewoli jeńców radzieckich. Kadrę uzupełnił por. Antoni Jańczak i grupa spadochroniarzy z Polskiego Sztabu Partyzanckiego. W czasie zrzutu 13 lipca 1944 brygadę dozbrojono dostarczając jej broń i amunicję, w tym około sto pistoletów maszynowych.

## Obsada personalna

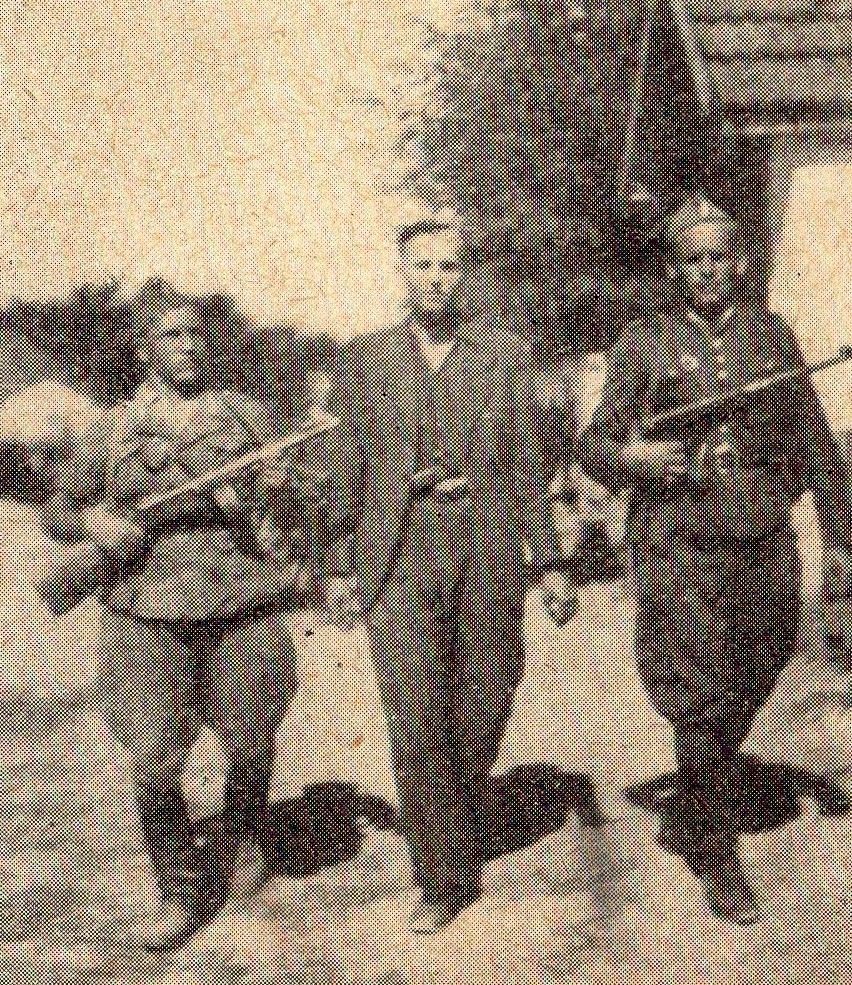
Dowódca Obowdu IV Krakowskiego ppłk Franciszek Księżarczyk ps. Michał (w środku) w towarzystwie oficerów brygady: por. Jana Siatko ps. Jasiek (po lewej) i por. Jana Trzaski ps. Gutek (z prawej). Lato 1944.

Brygada liczyła około 440 partyzantów
Dowódca:
- kpt. Józef Saturn „Bartek”

Zastępca dowódcy brygady:
- por. Longin Walknowski „Ronin”

Zastępca dowódcy brygady do spraw politycznych:
- ppor. Jan Łaskawski[7]

Szef sztabu
- ppor. Dawid Grunberg Wiśniewski / por. Longin Walknowski[7]

Oficer operacyjny
- por. Antoni Jańczak[7]

Oficer łączności i zwiadu
- ppor. Stefan Jarzyna „Strzała”[7]

1 kompania:
- Dowódca:
  - ppor. Borys Zagner „Borys”

2 kompania:
- Dowódca:
  - ppor. Antoni Dobrowolski

3 kompania:
- Dowódca:
  - kpt. Zygmunt Bieszczanin „Adam”[5][7]

4 kompania:
- Dowódca:
  - por. Jan Siatko „Jasiek”

5 kompania:
- Dowódca:
  - por. Jan Trzaska „Gutek”[8]

## Działania bojowe
Brygada walczyła w obronie Republiki Pińczowskiej w lipcu i w sierpniu 1944, biorąc udział w bitwie pod Młodzawami i bitwie o Skalbmierz. W pierwszej bitwie brała udział cała brygada którą dowodził kpt Józef Saturn, natomiast w drugiej tylko jeden z jej oddziałów dowodzony przez por. Zygmunta Bieszczanina. Wcześniej oddział dowodzony przez por. Bieszczanina stoczył bój pod Sadkówką w którym Niemcy stracili sześciu zabitych i dwóch rannych.
Po koncentracji Wehrmachtu i atakach mających na celu likwidację oddziałów partyzanckich działających na zapleczu frontu, dowództwo brygady aby uchronić jednostkę przed zniszczeniem postanowiło przebić się przez linię frontu. Nad ranem 13 sierpnia brygada opuściła lasy chroberskie i ruszyła na wschód. Trasa marszu prowadziła przez Niegosławice i Jurków i była ubezpieczana przez 4 napotkane czołgi radzieckie. Przed przeprawą przez Nidę w rejonie Wiślicy czołgi po wystrzeleniu wszystkiej amunicji zostały podpalone. Dalsza trasa prowadziła przez Chotel Czerwony do Baranowa, gdzie 14 sierpnia 1944 doszło do bitwy w czasie której atakujący Niemcy stracili m.in. 2 czołgi i 1 samochód pancerny. Po bitwie pod Baranowem brygada 15 sierpnia dotarła do wsi Topola, gdzie nawiązała łączność ze sztabem 113 Dywizji Armii Czerwonej i przebiła się przez front w okolicach wsi Kików i Szklanów przechodząc na przyczółek baranowsko-sandomierski. Część żołnierzy wstąpiła do ludowego Wojska Polskiego, pozostali zasilili kadry Milicji Obywatelskiej i Ministerstwa Bezpieczeństwa Publicznego.